# BA-549
A BA-549 é uma rodovia estadual da Bahia, ligando a cidade de Gandu no entroncamento com a BA-120 à cidade de Jitaúna no entrocamento com a BA-130, dando acesso aos municípios de Apuarema, Itamari e aos distritos de Itaibó, Santa Terezinha e Baixa Alegre. A rodovia é pavimentada com cobertura asfáltica no trecho entre Gandu e Apuarema e não pavimenta no trecho entre Apuarema e Jitaúna.